# 충청남도 천안의료원
충청남도천안의료원(忠淸南道天安醫療院, Chungcheongnam-do Cheonan Medical Center)은 충청남도 천안시에 위치한 충청남도청 산하의 공공병원이다. 충청남도 천안시 동남구 충절로 537에 위치하고 있다.

## 연혁
- 1962년 도립 천안병원 개원
- 1983년 지방공사충청남도 천안의료원으로 변경
- 2006년 충청남도 천안의료원으로 변경
- 2012년 5월  봉명동에서 외곽지역인 삼룡동으로 신축이전

## 진료과목
내과, 외과, 소아청소년과, 산부인과, 신경과, 정형외과, 치과, 마취통증의학과(수술실), 응급의학과(응급실), 영상의학과, 진단검사의학과, 재활의학과, 가정의학과, 비뇨기과, 안과, 직업환경의학과, 신경외과

## 같이 보기
- 병원
- 천안시